# (16676) Tinne
(16676) Tinne est un astéroïde de la ceinture principale.

## Description
(16676) Tinne est un astéroïde de la ceinture principale. Il fut découvert le 11 février 1994 à Kitt Peak par le projet Spacewatch. Il présente une orbite caractérisée par un demi-grand axe de 2,60 UA, une excentricité de 0,21 et une inclinaison de 3,9° par rapport à l'écliptique.

## Compléments